# Thaxton
Thaxton is een plaats (town) in de Amerikaanse staat Mississippi, en valt bestuurlijk gezien onder Pontotoc County.

## Demografie
Bij de volkstelling in 2000 werd het aantal inwoners vastgesteld op 513.
In 2006 is het aantal inwoners door het United States Census Bureau geschat op 598, een stijging van 85 (16.6%).

## Geografie
Volgens het United States Census Bureau beslaat de plaats een oppervlakte van
22,1 km², waarvan 22,0 km² land en 0,1 km² water. Thaxton ligt op ongeveer 110 m boven zeeniveau.

## Plaatsen in de nabije omgeving
De onderstaande figuur toont nabijgelegen plaatsen in een straal van 28 km rond Thaxton.